# Den gamle musikanten
Den gamle musikanten (franska: Le Vieux Musicien) är en oljemålning av den franske konstnären Édouard Manet från 1862. Målningen ingår sedan 1963 i National Gallery of Arts samlingar i Washington. 
Målningen visar ett antal utstötta individer i en lantlig miljö. De avbildade hade dock Manet hittat i Paris. Musikanten i centrum av bilden är Jean Lagrène, ledare för ett kringvandrande zigenarband. Han flankeras av en kvinna som bär ett barn, två gatupojkar, en fyllerist och en man med turban som troligen ska föreställa den vandrande juden.      
Manet företog flera studieresor till andra länder och var väl förtrogen med tekniken hos äldre mästare. I synnerhet den äldre spanska konsten influerade hans målningssätt, och han lånade ofta motiv och kompositionsschema för sina egna bilder från andra konstnärer. I "Den gamle musikanten" kan man se tydliga influenser i motivval till Diego Velázquez. Gatupojken i stråhatt har likheter med Antoine Watteaus porträtt Pierrot (1718-1719) och fylleristen i hög hatt är kopierad från Manets egen målning Absintdrickaren (1859).        
Manets måleri utmärkte sig ofta av "platta" bildkompositioner med liten djupverkan. Målningen ger därför ett tvådimensionellt intryck och påminner om ett fotografi där de porträtterade tycks posera i en arrangerad uppställning och sakna interaktion.  